# Straroturukhansk
Straroturukhansk (en rus: Старотуруханск), conegut com a Nóvaia Mangazeia (Новая Мангазея) entre el 1672 i el 1780 i com a Turukhansk (туруханск) des d'aleshores fins al 1925, és un poble del krai de Krasnoiarsk, a Rússia, que en el cens del 2010 tenia 72 habitants.